# Paranerita coccineothorax
Paranerita coccineothorax là một loài bướm đêm thuộc phân họ Arctiinae, họ Erebidae.